# Acalypha tenuiramea
Acalypha tenuiramea är en törelväxtart som beskrevs av Johannes Müller Argoviensis. Acalypha tenuiramea ingår i släktet akalyfor, och familjen törelväxter. Inga underarter finns listade i Catalogue of Life.